# Mohamed Amissi
Mohamed Amissi (Bruxelles, 3 agosto 2000) è un calciatore burundese con cittadinanza belga, attaccante svincolato della nazionale burundese.

## Caratteristiche tecniche
È un'ala sinistra.

## Carriera

### Nazionale
Ha esordito con la nazionale burundese l'11 giugno 2019 disputando l'amichevole pareggiata 1-1 contro l'Algeria.
È stato convocato per disputare la Coppa d'Africa 2019.